# 玛德琳·卡罗尔
玛德琳·卡罗尔(英語：Madeleine Carroll，1906年2月26日—1987年10月2日)英国出生的演员，她最著名的电影之一是阿尔弗雷德·希区柯克的《三十九级台阶》。

## 生平
玛德琳·卡罗尔出生于1906年2月26日，家里还有一个比她小18个月的妹妹。他的父亲是爱尔兰语言学教授，母亲是法国人。她受自己的母亲影响很大，母亲教会了她法语以及一些社交礼仪，这对她日后的职业生涯有不少帮助。童年时她经常跟随家人回到父亲的家乡爱尔兰度假，15岁那年她进入了伯明翰大学，1926年夏天获得了文学士学位。在这之后她面临着两条出路，一是可以去做法语老师，二是去巴黎的索邦學院继续深造，她的父亲也曾经在那里学习过。用她自己的话说，那时的她非常紧张和害羞，已经做好了把余生投入教育事业的打算，而父亲则非常希望她能取得硕士学位。不过，在大学的最后一年她参加了一个表演社团，1926年3月时一名法国学生又邀请她参加一出戏剧的表演，就此改变了她的一生。伯明翰巡演剧院的老板看到了她的演出后给她提供了一份合同，由于她父亲不赞成她发展演艺事业她放弃了这个机会。随后她前往巴黎继续自己的研究生学业，不过没过多久又回英国在剧院里演戏。父亲将她赶出家门并断绝了卡罗尔的财路，她只好在伯明翰附近的一所女子学校里当法语教师。经过三个月的尝试后她没能找到理想的表演工作，于是转而在伯明翰当了一名私人教师。1927年，在攒够了足够的钱之后她来到了伦敦，1928年拍摄了自己的第一部电影，因为这部电影的关系父女关系有所缓和。同年，她遇见了希区柯克的妻子阿尔玛·雷维尔，这位夫人认为这个年轻的姑娘完全可以做一个女主演，1935年她和希区柯克合作拍摄了由小说改编而来的三十九级台阶。第二年她到了好莱坞，很快就获得了和加里·库珀等男演员演对手戏的机会。不过她在好莱坞的表演大多是些花瓶角色，1943年她获得了美国国籍，不过二战期间由于妹妹死于不列颠空战，她回到了英国做战争救济工作。在战争结束后她就很少再拍电影了，转而演出一些舞台剧、广播剧和电视。退休以后她在巴黎附近的一个农场安度晚年。